# Edwin Salisbury
Edwin Lyle "Ed" Salisbury (ur. 3 maja 1910 w Walnut Grove, zm. 22 listopada 1986 w Sacramento) – amerykański wioślarz, złoty medalista olimpijski.
Wystąpił na igrzyskach olimpijskich w Los Angeles w 1932, gdzie Amerykanie w składzie: Edwin Salisbury, James Blair, Duncan Gregg, David Dunlap, Burton Jastram, Charles Chandler, Harold Tower, Winslow Hall i Norris Graham (sternik) zdobyli złoty medal w ósemkach. W finale o 0,2 sekundy wyprzedzili Włochów i o 2,8 sekundy Kanadyjczyków. Był to jego jedyny start olimpijski.
Kształcił się w Sacramento City Junior College i Uniwersytecie Kalifornijskim w Berkeley.